# Onciale 0262
- Papyrus
- Onciale
- Minuscules
- Lectionnaire

Le Codex 0262 (dans la numérotation Gregory-Aland), est un manuscrit du Nouveau Testament sur parchemin écrit en écriture grecque onciale.

## Description
Le codex se compose d'une folio. Il est écrit en deux colonnes par page, de 6 lignes par colonne. Les dimensions du manuscrit sont 9,5 x 13 cm,. Les paléographes datent ce manuscrit du VIIe siècle.
C'est un manuscrit contenant le texte de la Première épître à Timothée (1,15-16).
Le texte du codex représenté est de type mixte. Kurt Aland le classe en Catégorie III.
Lieu de conservation
Il est conservé à la Staatliche Museen zu Berlin (P. 13977) à Berlin,.